# Club Natació Olot
El Club Natació Olot és un club d'Olot fundat l'any 1954 dedicat a la pràctica de la natació (i natació adaptada), el tennis, l'atletisme, el triatló i el waterpolo. D'entre les persones vinculades a aquest club destaca el tennista Tommy Robredo, que hi va jugar des de petit. També la jugadora de waterpolo internacional Jennifer Pareja. És un dels clubs amb més socis de la ciutat d'Olot (7.400 el 2009) gràcies al fet que la ciutat olotina no va tenir piscina municipal fins a l'any 2003, i actualment el Club encara supleix l'ajuntament en el servei de piscina coberta.

## Història
Els inicis del CNO cal cercar-los en les penyes que es formaven en el riu Fluvià després de la guerra Civil espanyola. Una d'aquestes penyes va formar l'ADOR (Agrupació Deportiva Olotina Record), la qual, l'estiu de l'any 1951 organitza les primeres curses de natació. Durant l'estiu del 1953, l'ADOR, juntament amb les altres penyes del riu organitzen la primera Travessia Tossols-Basil, la qual continua disputant-se, essent una de les poques travesses fluvials que es fan a Catalunya. L'any 1954 es constitueix el club amb el nom de Cafè Europa d'Olot i el 1955 s'afilia a la Federació Catalana de Natació. L'any 2004 va celebrar els seus 50 anys d'història amb diversos actes, d'entre els quals va destacar una exposició.

## Esdeveniments
- Open Memorial Santi Silvas: torneig internacional de tennis en cadira de rodes realitzat des de l'any 2009 en cada primera quinzena del mes de juny i organitzat conjuntament amb Tommy Robredo.[9][10]

- Memorial Raül Ramos: competició de natació que s'organitza des del 1993.[11]
- Cros d'Olot: competició de camp a través realitzat al voltant de les instal·lacions del Club Natació Olot a finals d'octubre o principis de novembre.[12]
- Mitja Marató de la Garrotxa: competició realitzada al mes d'abril a l'entorn de la Vall d'en Bas.[13]
- Campionats Socials de Tennis: celebrant de forma periòdica el Campionat Social per categories de març a juny, el Campionat Social de tardor d'octubre a desembre i les 24h de tennis dobles el tercer cap de setmana d'agost.[14]
- Diada del Soci: organització d'una festa a mitjans del mes de juny amb diferents activitats esportives obertes a tots els socis i que s'acaba amb un dinar popular.[15]

### Travessia Tossols-Basil
La Travessia Tossols-Basil és una travessa fluvial realitzada des de l'any 1953. L'anomenada "Travessia Tossols-Basil" es tracta d'una competició de natació de caràcter amateur que es duu a terme cada any durant l'últim diumenge d'agost a la ciutat d'Olot. Darrerament es ve englobant dins dels actes preliminars a les Festes del Tura de la mateixa ciutat, que s'esdevenen el dia 8 de setembre (dia de les Mares de Déu trobades) i el dia posterior o anterior. Les festes del Tura han estat declarades d'Interès Turístic Nacional, distinció que li va atorgar la Generalitat de Catalunya. La travessia Tossols-Basil l'organitza el CNO (Club Natació Olot). Durant la postguerra el riu Fluvià va esdevenir un lloc de lleure i de bany durant l'època estival. És aquest entorn social i els idíl·lics paratges de l'entorn del riu que va afavorir l'aparició de diferents agrupacions i penyes dedicades a tota mena d'actes esportius. D'una d'elles en derivà l'ADOR (Agrupació Deportiva Olotina Record), que conjuntament amb les altres penyes organitzen l'estiu del 1953 la primera edició després que molts d'ells ja portessin uns anys fent competicions entre ells. Des de llavors s'ha anat disputant anualment amb molt poques excepcions, aquestes normalment degudes al baix nivell d'aigua del riu tal com succeí l'any 1994.
L'esdeveniment compta amb gran participació ciutadana, tant en la competició com d'assistència de públic als marges del riu. Pel que fa als participants, l'any 1953 n'eren 22 i el 2003 van ser 135, havent arribat a un màxim de 381 el 1988. Dins de la categoria absoluta ostenten els rècords:
- Masculí: David Meca del Club Natació Sabadell amb 7min. 38s. l'any 1995
- Femení: Maria Àngels Bardina del Club Natació l'Hospitalet amb 8min. 44s. l'any 1996

## Esportistes d'elit del club
- Montserrat Tresserras i Dou
- Pere Balcells i Prat
- Teresa Freixa i Cos
- Esteve Comamala i Plana
- Mireia Riera i Casanovas
- Tommy Robredo i Garcés
- Fadma Assnousi i Feixas
- Jennifer Pareja i Lisalde
- Blai Mallarach i Güell
- Jordi Jou

## Presidents
Els presidents del Club Natació Olot han estat:
- 1954 (junta gestora): Josep M. Agustí Masó
- 1955-56: Ferran Romero Fernández
- 1956-57: Josep Manel·la Palou
- 1958-60: Frederic Trullàs Vila
- 1960-66: Rafel Plana Torras
- 1966-67: Anton Rovira Vilar
- 1968-70: Ferran Castañer Farré
- 1970-76: Joan Tresserras Dou
- 1976-86: Jordi Mallarach Barberí
- 1986-95: Anton Obrador Legares
- 1995-05: Pere Freixa Homs
- 2005-17: Gaspar Senis Teixidor
- 2017-actualitat: Gemma Soy i Juanola